# FaulenzA
faulenzA (* 1988 in Mönchengladbach, bürgerlich Caren Dobberkau) ist eine deutsche Sängerin, Liedermacherin und Autorin.

## Leben
2008 spielte sie ihr erstes Konzert als Solo-Liedermacherin im Café Herr Lehmann in Düsseldorf, damals zum ersten Mal unter dem Namen FaulenzA. Außerdem macht sie Straßen-Musik mit Stimme und Akkordeon. Seit 2011 ist sie im Straßenmusiker-Netzwerk Rotzfreche Asphaltkultur aktiv.
2012 veröffentlichte sie ihr erstes Album, die Eigenproduktion Mäuseanarchy. FaulenzA lebte zu dem Zeitpunkt in Bochum.
Kurz darauf outete sich FaulenzA als Transfrau und zog nach Berlin.
Seit 2013 macht sie auch Hip-Hop mit Rap-Beats ohne Instrumentation.
In ihrem zweiten Album Glitzerrebellion, das 2014 beim Berliner Label Springstoff erschien, thematisiert sie ihr Coming-out und ihre trans Identität. Gäste auf diesem Album waren Lena Stoehrfaktor, Anke von Früchte des Zorns und Merle.
Ihr Aktivismus für trans Rechte wird auch überregional medial wahrgenommen, wie in einem Videoportrait des RBB 2015, oder in der Web-Doku Berlin Trans Istanbul über trans Aktivismus in Berlin und Istanbul von Laurence Thio und Christoph Henkel.
2016 produzierte FaulenzA gemeinsam mit LeijONE ihr drittes Album, Einhornrap, mit Features von Msoke, Sookee, Sir Mantis (damals unter dem Künstlernamen Jennifer Gegenläufer), Lady Lazy, Carmel Zoum und Riva von Anarchist Academy. Vom Berliner schwullesbischen Magazin Siegessäule wurde das Album zum fünftbesten Album 2016 gewählt.
2017 veröffentlichte FaulenzA ihr erstes Buch, Support Your Sisters Not Your Cisters. Darin beschreibt und kritisiert sie, wie trans Weiblichkeiten diskriminiert werden und ermutigt solidarische cis Leute zur Unterstützung ihrer „Sisters“. Das Buch ist illustriert von Yori Gagarim. Die Illustrationen mit Zitaten aus dem Buch sind auch Teil einer Sticker-Reihe.
2018 veröffentlichte FaulenzA ihr zweites Rap-Album bei Springstoff, Wunderwesen, produziert von LeiiONE und mit Features von Sookee, Finna, Lady Lazy, Carmel Zoum, Riva und Haszcara.
2019 erschien das zweite Buch von FaulenzA bei edition assemblage. Unter dem Titel Reclaim the Stage sammelt das Buch Liedtexte, Gedichte und Geschichten von FaulenzA.

## Musik
In ihrer Musik verknüpft faulenzA politische Themen mit Humor und intimen Texten. 2011 erweiterte sie ihren Stil um Hip-Hop-Anleihen mit längeren Rap-Passagen, inspiriert von Lena Stoehrfaktor und Sookee. In Einhornrap mischt sie selbst eingespielte Gitarre unter ihre Rap-Beats.

## Werke
- Support your sisters not your cisters: Über Diskriminierung von trans*Weiblichkeiten. Münster: edition assemblage: 2017, ISBN 978-3-96042-010-1
- Reclaim the Stage!: Meine Lieder, Gedichte und Geschichten. Münster: edition assemblage: 2019, ISBN 978-3-96042-069-9

## Diskografie
- 2012: Mäuseanarchy (Eigenproduktion, 2016 über Springstoff)
- 2014: Glitzerrebellion (Springstoff)
- 2016: Einhornrap (Springstoff)
- 2018: Wunderwesen (Springstoff)